# Ochthebius confusus
Ochthebius confusus är en skalbaggsart som beskrevs av Ferro 1990. Ochthebius confusus ingår i släktet Ochthebius och familjen vattenbrynsbaggar. Inga underarter finns listade i Catalogue of Life.